# Окоп

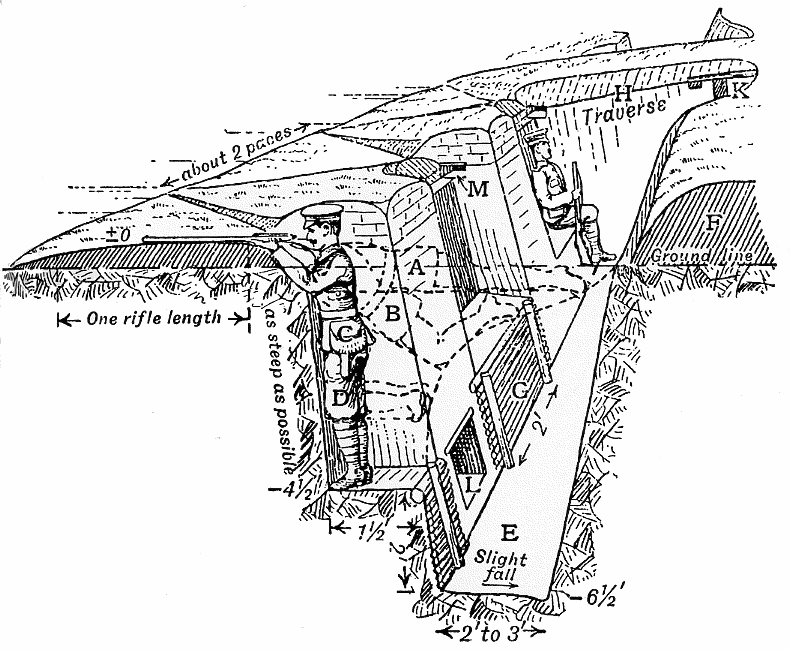
Схема окопу (траншеї) з керівництва для піхотних підрозділів Великої Британії 1914 року

Око́п (також окі́п, шанець) — польова фортифікаційна споруда, яка служить вогневою позицією та простим укриттям для живої сили і бойової техніки від всіх сучасних засобів ураження; він значно ослабляє проникаючу радіацію, зменшує радіус ураження ударної хвилі і світлового випромінювання зброї масового ураження.

## Історія

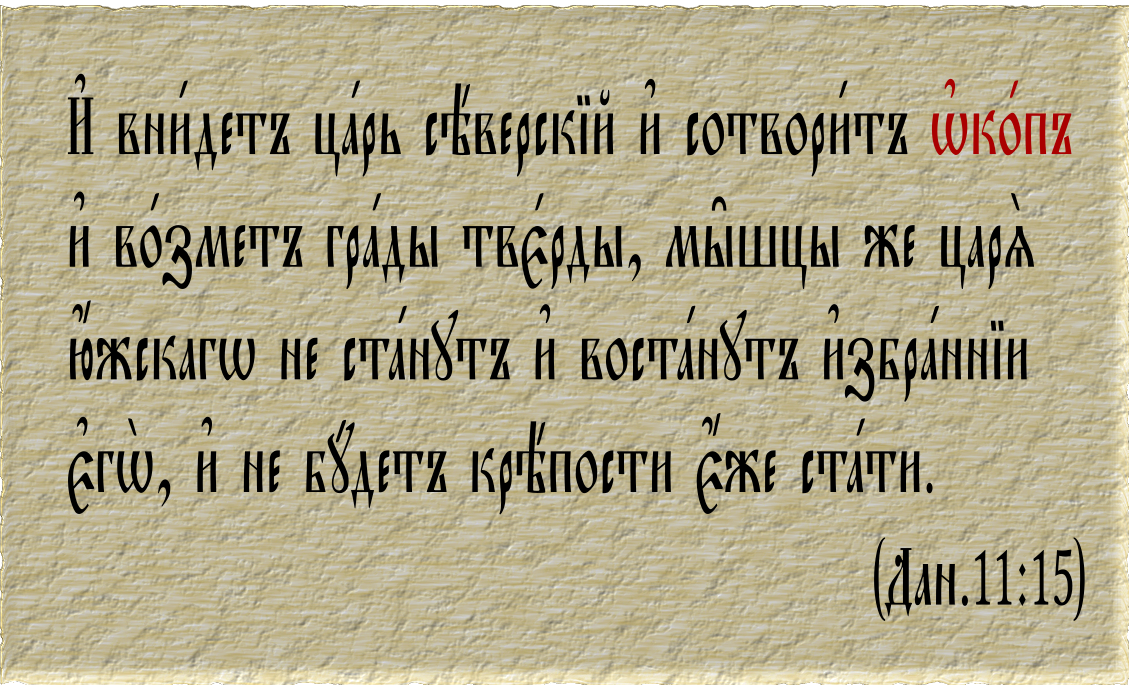

Польові укріплення так само старі, як і існування армії. Окопи завжди були частиною війни. При облозі вони дозволяли наступаючому наблизитись до оборонних валів, незважаючи на стріли, пращі і катапульти обложених. З появою вогнепальної зброї їх застосування стало більш поширеним. Окоп дозволяв воїну встати і застосувати свою зброю під його захистом. Траншея допомагала меншому числу воїнів витримати атаку більш сильного супротивника.

### до н.е.
Під час завойовницьких походів давньоримська армія ніколи не вступала в битву, не маючи табору з окопами, де знаходився обоз, поранені і т. д.

### XVII століття
Козаки орудували шанцевим інструментом не менше, ніж зброєю. Уміння швидко і якісно побудувати потужні укріплення було для козацтва, з огляду на часту перевагу сил ворога, питанням життя і смерті. Ще Боплан писав, що 500 татар не наважувались атакувати 50—60 козаків, якщо ті йдуть під захистом табору, а сто козаків за табором можуть відбитися і від тисячі поляків. Під час бою, особливо проти озброєних потужною артилерією поляків чи турок, козаки лягали під вози й стріляли лежачи. У разі необхідності вози засипали землею або взагалі вкопували в ґрунт.
З Літопису Самійла Величка відомо, що у битві під Жовтими Водами 1648 року, військо Речі Посполитої та українське козацько-селянське військо Богдана Хмельницького оточували свої обози окопами, де перечікували гарматні обстріли, оборонялись, та з яких вели наступ: «Поляки … на полтори тисячи своєго стративши товариства, зъ великимъ бѣдствомъ і ранами зостали въгнани шаблями до окопу своєго».

### XX століття
Першу світову війну називають ще траншейною війною. Армії ворогуючих держав окопалися по обидва боки Західного і Східного фронту та не могли просуватися вперед перед вогневою міццю супротивника. Концентрація кулеметів і артилерії великих калібрів на фронті призвела до якісного стрибку в розвитку польової фортифікації. Захист від обстрілу став життєво необхідним для піхотинця. В ході війни, конструкція окопів послідовно розвинулась від простої канави до складної оборонної системи, основу якої склали три основні елементи: ламана лінія ровів, дротяні загородження та кулемети. Типова лінія оборони, перед нейтральною смугою, мала передову позицію з 3-4 ліній окопів у повний зріст, на відстані 100 метрів один від одного, з'єднаних чисельними ходами сполучень, через 2-3 км створювалась друга позиція, теж з трьома лініями окопів, за якими розгорталась артилерія. Третя позиція, як правило, недобудована, передбачалась вже на відстані гарматного пострілу (4-6 км). В окопах почали встановлювати протигранатні сітки, протишрапнельні козирки, створювати землянки з кількарядним покриттям дерев'яними колодами, з розрахунком, щоб така стеля могла витримати 6-дюймовий снаряд (152.4 мм). Широкого поширення набули укриття для піхоти, так звані «лисячі нори». Для оборони ближніх підступів, від бруствера, спочатку викопувались винесені вперед стрілецькі окопчики, а потім кулеметні гнізда, які мали забезпечувати хороший сектор фронтального обстрілу, без мертвого простору, не менше 200 кроків, огляд не менше 1000 кроків і фланговий вогонь. Передня лінія траншей сполучалась з окопами в тилу. Всі підходи до позицій були прикриті мінними полями, фугасами і колючим дротом в кілька рядів. Оскільки близький вибух снаряда обрушував цілі ділянки траншей, то їх стіни і відкоси укріплювали всіма доступними підручними засобами — дошками, дрібними колодами, плетеним тином, листовим залізом, мішками з землею. На стабільних ділянках фронту покриття траншей виконували із залізобетону, проводили електрику та телефонний зв'язок, будували бліндажі для офіцерів і солдат, влаштовували лазні. За спогадами генерала Брусилова, на заболочених ділянках Волинського Полісся, окопи влаштовували над поверхнею землі з колод, прикритих із зовнішньої сторони грунтом. Особлива увага приділялась маскуванню позицій, збереженню окопів від затоплення. Ретельно приховували місця розташування вбиралень у головній траншеї, тому що вони часто були основним об'єктом для вогню противника (там завжди було скупчення солдат). Якщо війська надто довго перебували в окопах, то поширювались захворювання викликані антисанітарією, розповсюдженням гризунів, постійно мокрими та холодними ногами, а також вошами. Хвороби не розрізняли національностей, і обидві сторони страждали однаково.
З'явилася «окопна тактика» ведення війни з метою вимотування противника та виснаження його економіки, що працює на постачання фронту. Противник заганявся артилерійським вогнем в укриття, а атакуюча піхота підводилась настільки близько до окопів супротивника під час артилерійського обстрілу, що вона встигала після припинення (перенесення) артвогню добігти до них швидше, ніж оборонці встигали відкрити вогонь зі стрілецької зброї по атакуючих. Нерідко для цього проводилося планомірне зближення власних окопів з окопами супротивника. Викопували приховані підземні тунелі, що підходили практично впритул до ворожих окопів, вихід з яких відкопувався тільки під час артпідготовки атаки. Використовувалась величезна кількість артилерійських снарядів. Поки атакуюча сторона тягла через зруйновану проривом місцевість артилерію, боєприпаси та піхотні
підкріплення, сторона яка оборонялась, спираючись на не зруйновані лінії постачання, встигала організувати нові оборонні лінії. Це була тривала, кривава, безглузда боротьба на виснаження. Наприклад в боях під Свинюхами, за два дні 3 і 7 вересня 1916 року, 8-ма російська армія втратила вбитими 10 525 та пораненими 26 900 осіб, захопивши невелику ділянку Коритненського лісу, яку втратила вже 14 вересня, внаслідок контрнаступу німецько-австрійських військ.
Неможливість подолати укріплену окопами лінію оборони спонукала до розробки нових озброєнь та засобів ведення бою. Вперше на полі бою з'явився танк, широко застосовувались дирижаблі і літаки, кулемети, пістолети-кулемети, вогнемети, зенітні та протитанкові гармати, міномети, гранатомети, бомбомети, далекобійні гармати, ручні гранати, хімічні та димові снаряди, бойові отруйні речовини та протигази.

## Типи окопів
Окопи бувають поодинокі і групові: на відділення, кулеметні, мінометні, гарматні, танкові та інші. Поодинокий окоп (невелика виїмка) солдат викопує зазвичай під вогнем противника малою лопатою і таких розмірів, щоб забезпечити повне утаєння в окопі людини в положенні лежачи (глибина 20—30 см, довжина 150—170 см). Надалі цей окоп заглиблюється до профілю для стрільби з коліна, а потім для стрільби стоячи (завглибшки 110—150 см). Поодинокі окопи з'єднуються між собою траншеєю і виходить окоп на відділення. При цьому кожен солдат риє траншею для з'єднання з найближчим окопом в напрямку праворуч від себе.
Окоп на відділення складається з рову (траншеї) з бруствером і тильним траверсом, комірок на 1—2 чоловіки, майданчиків для ручного кулемета, простих укриттів для особового складу, ніш для боєприпасів тощо. Відстань по фронту між приткнутими комірками становить 6—8 м, загальна довжина досягає 50—60 м. Окоп на відділення є позицією відділення в обороні.
Кожен з окопів для міномета, гармати, танка тощо складається з майданчика для ведення вогню, укриття для екіпажу (обслуги), апарелі для в'їзду (виїзду) бойової техніки і бруствера.
Окопи знаходять широке розповсюдження у всіх видах бойової діяльності, особливо в обороні (у дефензиві). Викопуються вони самими військами за допомогою спеціальних траншейних машин і вручну, часто під вогнем противника. Крутосхили (стінки) окопів, особливо в слабких ґрунтах, зміцнюються жердинами, хмизом, дошками, дерном тощо Для підвищення захисних властивостей траншеї і ходи сполучення на окремих ділянках перекриваються. Всі окопи маскуються під природний фон місцевості табельними або підручними засобами.

## Галерея

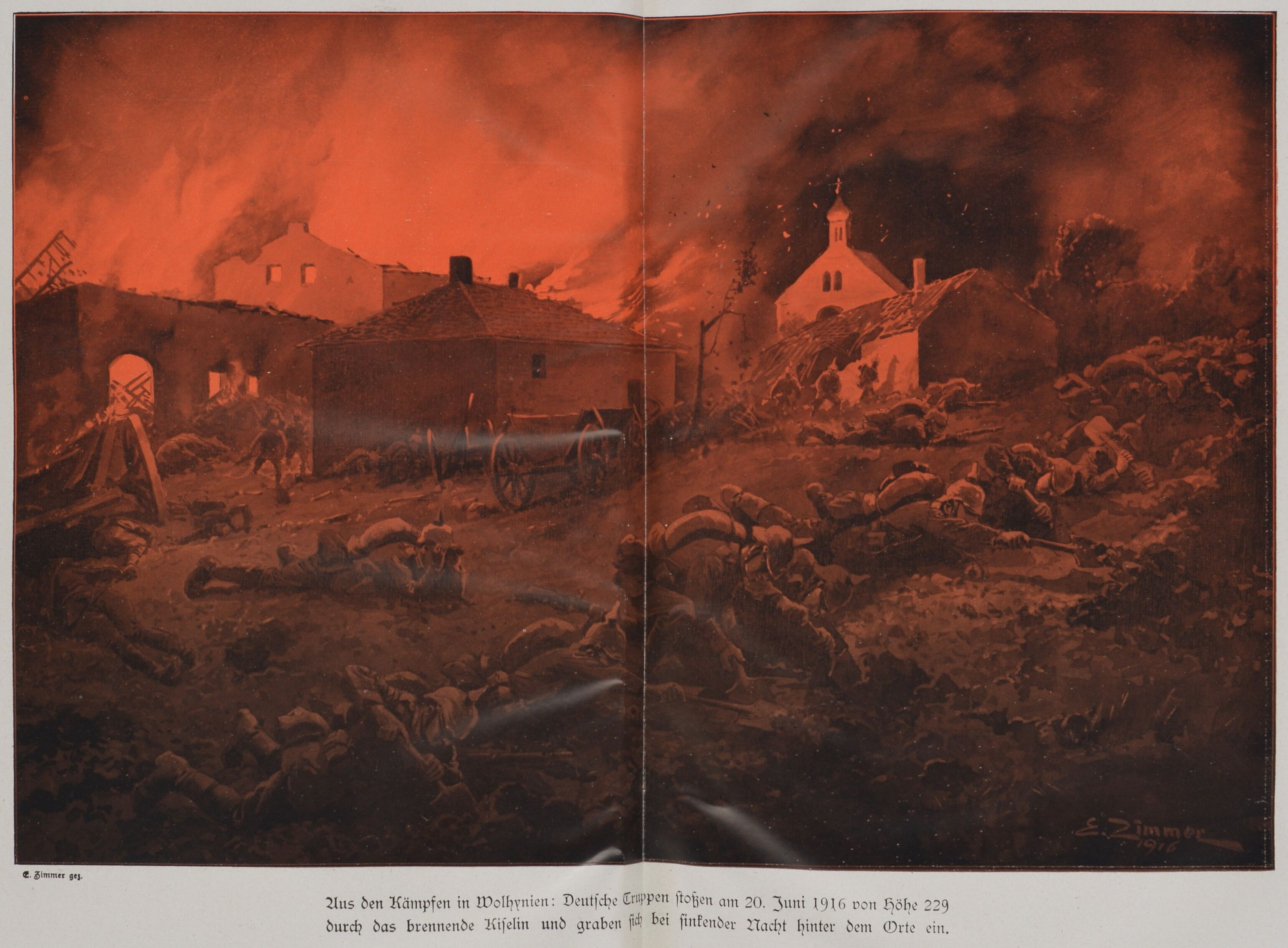
Окопування німецького підрозділу під Кисилином, 20 червня 1916 р.
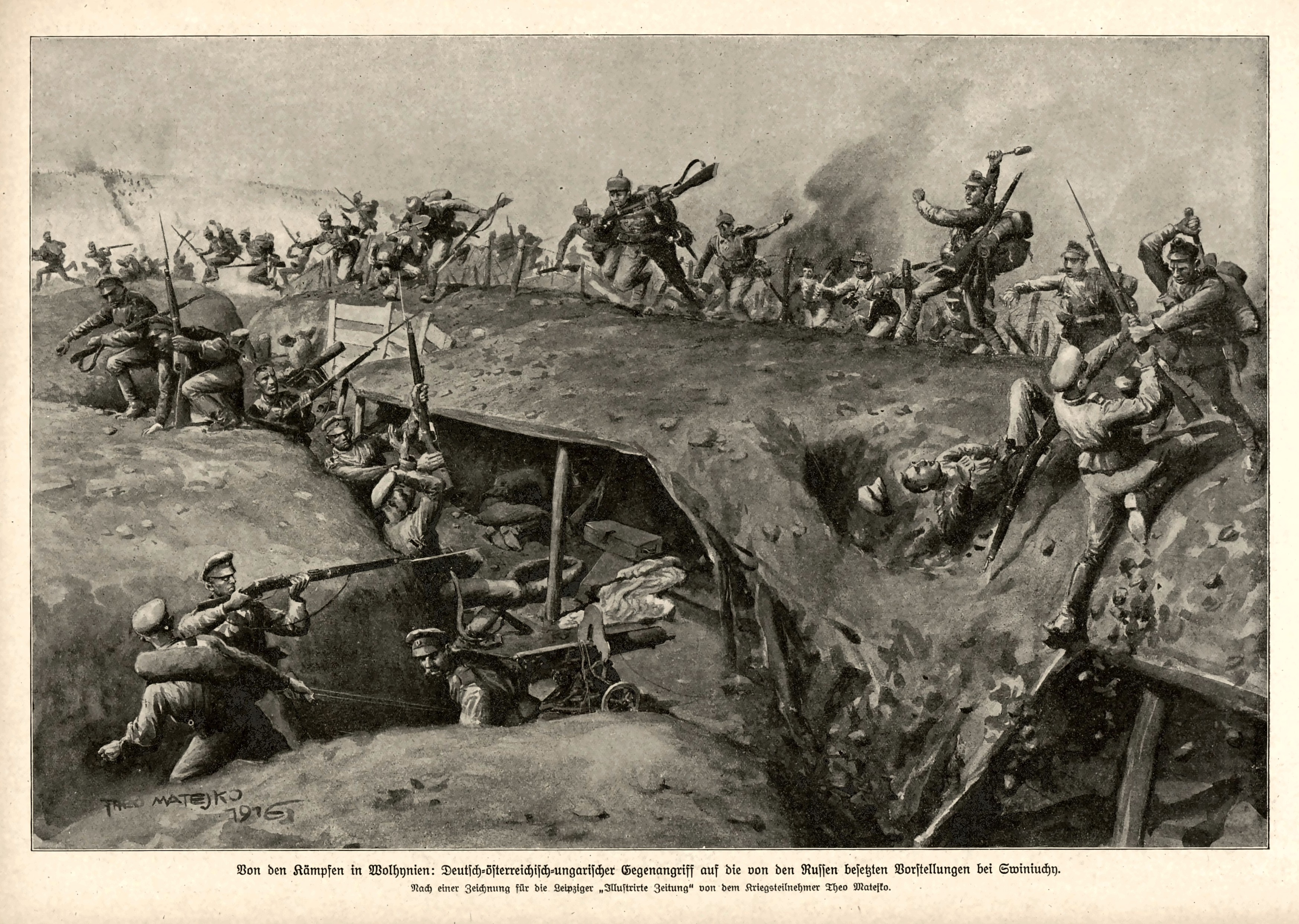
Німецько-австрійська контратака під Свинюхами, осінь 1916 р.
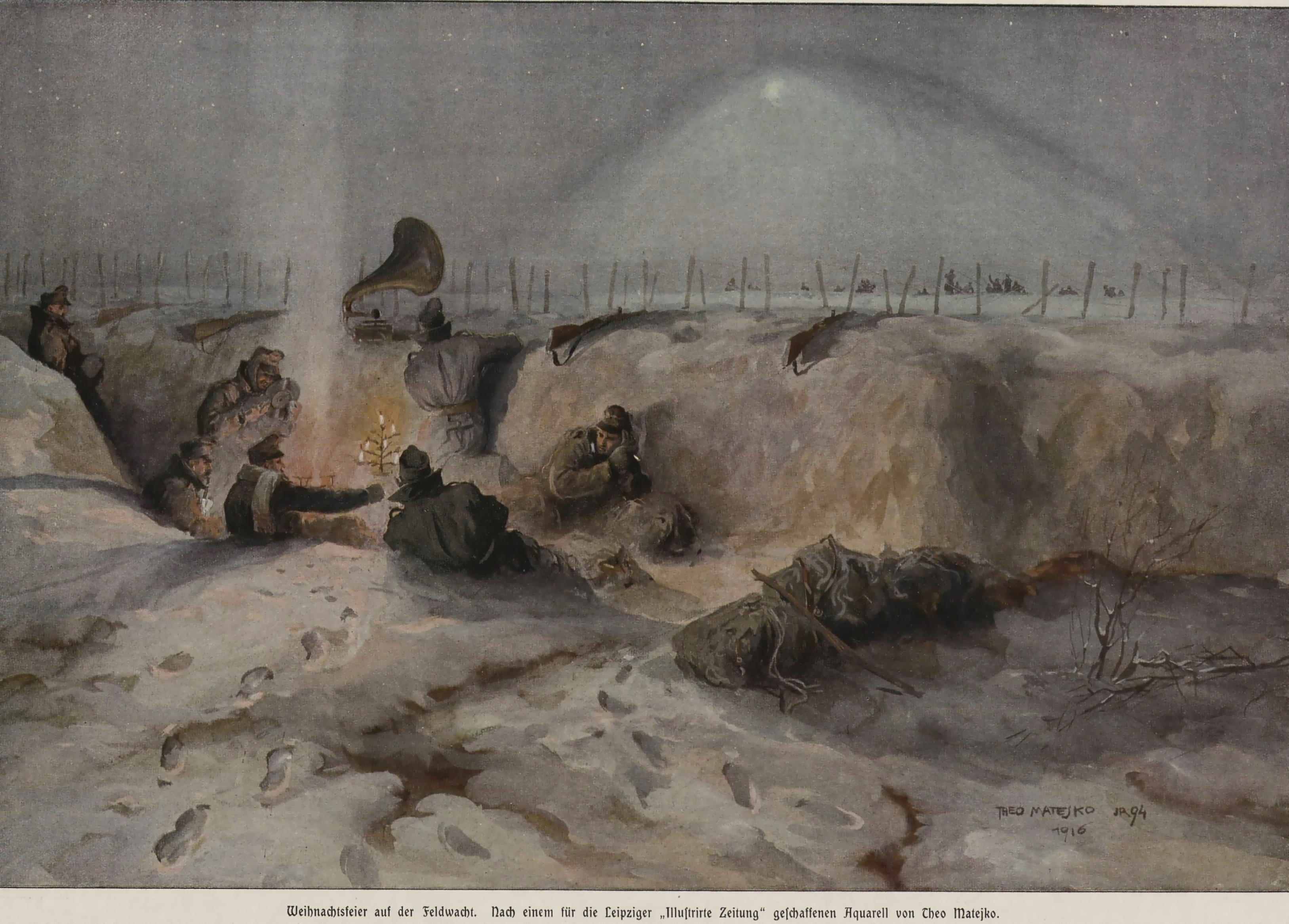
Тео Матейко «Різдво в окопі», 1916 р.

## Виноски
1. ↑  ніша, викопана в передній стінці окопа розрахована на одну людину